# زینب احمد
زینب احمد (انگلیسی: Zainab Ahmad؛ زادهٔ ۱۹۸۰) از دادستان‌های آمریکایی در وزارت دادگستری ایالات متحده آمریکا است که در تحقیق و پیگرد قانونی تروریسم تخصص دارد. او تا سال ۲۰۱۷ به عنوان دادستان ایالات متحده آمریکا در ناحیه شرقی نیویورک فعالیت کرد. او پرونده‌های مهم بسیاری در زمینه تروریسم را با موفقیت تحت پیگرد قانونی قرار داده‌است. در سال ۲۰۱۷ دادستان ویژه وزارت دادگستری برای تحقیق در خصوص مداخله روسیه در انتخابات ۲۰۱۶ آمریکا او را به تیم خود افزود.

## اوایل زندگی، تحصیلات و کارآموزی
احمد از والدینی که از پنجاب (پاکستان) مهاجرت کرده بودند در نیویورک متولد شد و در حومه شهرستان ناساو، نیویورک، لانگ آیلند، با پدر و نامادریش بزرگ شد، و همچنین هر از چندی با مادرش در منهتن دیدار می‌کرد، و تابستان‌ها را در پاکستان و انگلستان می‌گذراند. او ابتدا قصد داشت سیاست سلامت را در دانشگاه کرنل، بخواند ولی پس از حملات ۱۱ سپتامبر، تغییر مسیر داد. پس از دریافت بی‌ای خود از کرنل در ۲۰۰۲, وارد مدرسه حقوق کلمبیا، شد و جی دی را در ۲۰۰۵ دریافت کرد.